# Сан-Вісенте-да-Бейра
Сан-Вісенте-да-Бейра (порт. São Vicente da Beira; МФА: [ˈsɐ̃w vi.ˈsẽ.tɨ dɐ ˈbɐj.ɾɐ]) — парафія в Португалії, у муніципалітеті Каштелу-Бранку. Розташована в східній частині країни, на теренах історичної португальської провінції Бейра. Входить до складу округу Каштелу-Бранку. За адміністративним поділом, чинним до 1976 року, терени парафії були складовою провінції Нижня Бейра. Належить до Порталегрівсько-Каштелу-Бранківської діоцезії Католицької церкви. Патрон — Діва Марія. Площа — 100,0026 км². Населення — 1259 ос. (2011). Слабо урбанізований регіон. Густота населення — 12,59 осіб/км²
. Код — 050222.

## Населення
| Кількість мешканців | Кількість мешканців | Кількість мешканців | Кількість мешканців | Кількість мешканців | Кількість мешканців | Кількість мешканців | Кількість мешканців | Кількість мешканців | Кількість мешканців | Кількість мешканців | Кількість мешканців | Кількість мешканців | Кількість мешканців | Кількість мешканців |
| ------------------- | ------------------- | ------------------- | ------------------- | ------------------- | ------------------- | ------------------- | ------------------- | ------------------- | ------------------- | ------------------- | ------------------- | ------------------- | ------------------- | ------------------- |
| 1864                | 1878                | 1890                | 1900                | 1911                | 1920                | 1930                | 1940                | 1950                | 1960                | 1970                | 1981                | 1991                | 2001                | 2011                |
| 2 186               | 2 336               | 2 844               | 2 803               | 3 282               | 3 013               | 3 239               | 4 000               | 4 185               | 3 881               | 2 501               | 2 265               | 1 871               | 1 597               | 1 259               |